# Сьюзан Балмер
Сьюзан Гірш, у шлюбі Балмер (англ. Susan Bulmer; 1933 — 2016) — археолог з Нової Зеландії. Сьюзан Балмер мала 50-річну кар'єру археолога в Папуа-Новій Гвінеї та Новій Зеландії. У 1959 році вона була першим археологом на розкопках на високогір'ї Нової Гвінеї. Вона розкопала кістки крилана Aproteles bulmerae в печері в Папуа-Новій Гвінеї.

## Біографія
Народилася в 1933 році в Ітаці (Нью-Йорк) молодшою дочкою Фредеріка й Аделіни Гірш. Коли їй було чотири, сім'я переїхала до Пасадени, Каліфорнія, де вона провела дитинство.
Вивчала антропологію в Корнельському університеті, а потім отримала ступінь магістра в Гавайському університеті. Отримала стипендію Фулбрайта для вивчення самоанських мігрантів до Нової Зеландії. Приїхала до Окленду в січні 1957 року. Виявила, що процес соціологічних досліджень не припав їй до душі, зате відкрила в собі пристрасть до археології, проводячи час на розкопках Університету Окленду. Вступила на другу ступінь магістра з археології в Університет Окленду.
У 1950-х роках було дуже важко, а то й неможливо, молодій неодруженій жінці проводити дослідження в Новій Гвінеї. Тому в 1959 році Гірш в Окленді одружилася з антропологом і етнобіологом Ральфом Балмером. Через кілька тижнів вони були в Новій Гвінеї. Повернулася в Нову Зеландію в травні 1960 року і скоро була вагітна.
Матеріали Сьюзан Гірш, розкопані в 1959 році, включали велику кількість кісток тварин і птахів. Згодом Гірш посилала їх своєму колезі, зоологу Джеймсу Мензису. Він ідентифікував кістки рукокрилого як раніше невідомий вид, і назвав його Aproteles bulmerae, на честь Гірш. Передбачалося, що це вимерлий таксон, але живі екземпляри були виявлені у величезній віддаленій печері. Пізніше мисливці знищили кажанів у цій печері. Вид перебуває на межі зникнення. Доктор Балмер була старшим регіональним археологом Фонду охорони історичних місць Нової Зеландії.
У 1980 році Гірш розлучилася. У 1985 році одружилася з Террі О'Міром, другом зі школи у Пасадені. Чоловік переїхав до неї у Нову Зеландію в 1984 році. Вони залишилися одружені до його смерті від раку в 2010 році.
Померла у віці 83 років 6 жовтня 2016 року.